# Barrio (film)
Barrio is een Spaanse film uit 1998, geregisseerd door Fernando León de Aranoa.

## Verhaal
De tieners Javi, Manu en Rai kennen elkaar van school. Alle drie wonen ze in de barrio (buurt), waar weinig te doen is en in de zomer nog minder. Op het nieuws horen ze dat duizenden inwoners voor de zomer naar de kust zijn gegaan. Zelf dromen ze er ook van om naar de kust te gaan, maar gezien hun situatie is het lastig de barrio te verlaten. Uiteindelijk krijgt hun leven een onverwachte wending.

## Rolverdeling
| Acteur           | Personage            |
| ---------------- | -------------------- |
| Críspulo Cabezas | Rai                  |
| Timy Benito      | Javi                 |
| Eloi Yebra       | Manu                 |
| Marieta Orozco   | Susi                 |
| Alicia Sánchez   | Carmen               |
| Enrique Villén   | Ricardo              |
| Francisco Algora | Ángel                |
| Chete Lera       | Inspector de policía |

## Ontvangst

### Prijzen en nominaties
Een selectie:
| Jaar | Evenement                      | Categorie                            | Genomineerde            | Resultaat   |
| ---- | ------------------------------ | ------------------------------------ | ----------------------- | ----------- |
| 1998 | San Sebastián (46ste editie)   | Gouden Schelp voor beste film        | Barrio                  | Genomineerd |
| 1998 | San Sebastián (46ste editie)   | Zilveren Schelp voor beste regisseur | Fernando León de Aranoa | Gewonnen    |
| 1998 | San Sebastián (46ste editie)   | FIPRESCI-prijs                       | Fernando León de Aranoa | Gewonnen    |
| 1998 | San Sebastián (46ste editie)   | Alma-prijs voor beste scenario       | Fernando León de Aranoa | Gewonnen    |
| 1998 | San Sebastián (46ste editie)   | CEC-prijs voor beste scenario        | Fernando León de Aranoa | Gewonnen    |
| 1999 | Premios Goya (13de uitreiking) | Beste film                           | Barrio                  | Genomineerd |
| 1999 | Premios Goya (13de uitreiking) | Beste regisseur                      | Fernando León de Aranoa | Genomineerd |
| 1999 | Premios Goya (13de uitreiking) | Beste mannelijke bijrol              | Francisco Algora        | Genomineerd |
| 1999 | Premios Goya (13de uitreiking) | Beste vrouwelijke bijrol             | Alicia Sánchez          | Genomineerd |
| 1999 | Premios Goya (13de uitreiking) | Beste debuterend actrice             | Marieta Orozco          | Gewonnen    |
| 1999 | Premios Goya (13de uitreiking) | Beste origineel scenario             | Fernando León de Aranoa | Genomineerd |